# Lista de mangás mais vendidos
A seguir está uma lista das séries de mangá mais vendidas até hoje. Todas as séries desta lista têm pelo menos 20 milhões de cópias em circulação.
Esta lista é restrita somente a mangás japoneses e não
inclui mangás coreanos, chineses ou mangás ocidentais (ver artigo amerimangá). As séries listadas estão ordenadas de acordo com a estimativa de maior circulação (considerando apenas cópias impressas) de seus volumes em tankōbon, conforme relatado em fontes confiáveis, a menos que indicado de outra forma. As séries com o mesmo número total de tiragens ou vendas estão organizadas em ordem alfabética.

Capa do primeiro volume de One Piece (1997), série de mangá mais vendida da história

No Japão a maioria dos mangás são lançados em capítulos semanais ou mensais e publicados pela primeira vez em revistas de mangá, onde são serializados e vendidos separadamente em volumes individuais no formato de tankōbon. Esta lista inclui apenas o número de volumes coletados em tankōbon.
A revista de mangá mais vendida (e revista em quadrinhos mais vendida) é a Weekly Shōnen Jump, com mais de 7,5 bilhões de cópias vendidas. Os números de circulação estimados para séries de mangá individuais publicadas em revistas de mangá estão dados em notas de rodapé.

## Volumes emtankōbon
Legenda
   Indica que a série de mangá está atualmente em execução.
  † Indica que o número de cópias tankōbon que uma série tem em circulação ou impressas, não um valor real de vendas.
  ‡ Indica que o número inclui vendas digitais.
Todas as séries estão listadas em seus títulos originais, uma vez que não há tradução dos títulos para o português.

## 100 milhões de cópias ou mais
| Série de mangá                                    | Autor(es)                                    | Editora      | Público-alvo  | № de volumes coletados | Data de publicação   | Vendas aproximadas | Média de vendas por volume (em milhões) |
| ------------------------------------------------- | -------------------------------------------- | ------------ | ------------- | ---------------------- | -------------------- | ------------------ | --------------------------------------- |
| One Piece                                         | Eiichiro Oda                                 | Shueisha     | Shōnen        | 107                    | 1997–presente        | 578 milhões        | 5,25                                    |
| Dragon Ball                                       | Akira Toriyama                               | Shueisha     | Shōnen        | 42                     | 1984–1995            | 350 milhões        | 8,34                                    |
| Golgo 13                                          | Takao Saito                                  | Shogakukan   | Seinen        | 205                    | 1968–presente        | 300 milhões†       | 1,46                                    |
| Doraemon                                          | Fujiko Fujio                                 | Shogakukan   | Infantil      | 45                     | 1969–1996            | 300 milhões        | 6,67                                    |
| Detective Conan                                   | Gosho Aoyama                                 | Shogakukan   | Shōnen        | 102                    | 1994–presente        | 270 milhões†       | 2,45                                    |
| Naruto                                            | Masashi Kishimoto                            | Shueisha     | Shōnen        | 72                     | 1999–2014            | 250 milhões        | 3,47                                    |
| Kimetsu no Yaiba                                  | Koyoharu Gotougue                            | Shueisha     | Shōnen        | 23                     | 2016–2020            | 220 milhões        | 9,56                                    |
| Slam Dunk                                         | Takehiko Inoue                               | Shueisha     | Shōnen        | 31                     | 1990–1996            | 185 milhões        | 5,96                                    |
| Black Jack                                        | Osamu Tezuka                                 | Akita Shoten | Shōnen        | 25                     | 1973–1983            | 176 milhões        | 7.04                                    |
| Kochira Katsushika-ku Kameari Kōen-mae Hashutsujo | Osamu Akimoto                                | Shueisha     | Shōnen        | 201                    | 1976–2016            | 156,5 milhões      | 0,77                                    |
| Crayon Shin-chan                                  | Yoshito Usui                                 | Futabasha    | Seinen        | 58                     | 1990–presente        | 148 milhões        | 2,55                                    |
| Shingeki No Kyojin                                | Hajime Isayama                               | Kodansha     | Shōnen        | 34                     | 2009–2021            | 140 milhões        | 4,11                                    |
| Oishinbo                                          | Tetsu Kariya e Akira Hanasaki                | Shogakukan   | Seinen        | 111                    | 1983–2014 (em hiato) | 135 milhões        | 1,21                                    |
| Bleach                                            | Tite Kubo                                    | Shueisha     | Shōnen        | 74                     | 2001–2016            | 130 milhões        | 1,75                                    |
| JoJo no Kimyou na Bouken                          | Hirohiko Araki                               | Shueisha     | Shonen/seinen | 131                    | 1986–presente        | 120 milhões        | 0,91                                    |
| Astro Boy                                         | Osamu Tezuka                                 | Kobunsha     | Shōnen        | 23                     | 1952–1968            | 100 milhões        | 4,34                                    |
| Fist of the North Star                            | Buronson e Tetsuo hara                       | Shueisha     | Shōnen/Seinen | 27                     | 1983–1988            | 100 milhões        | 3,7                                     |
| Kindaichi Case Files                              | Yōzaburō Kanari, Seimaru Amagi e Fumiya Satō | Kodansha     | Shōnen        | 70                     | 1992–presente        | 100 milhões        | 1,42                                    |
| Touch                                             | Mitsuru Adachi                               | Shogakukan   | Shōnen        | 26                     | 1981–1986            | 100 milhões        | 3,84                                    |
| Kingdom                                           | Yasuhisa Hara                                | Shueisha     | Seinen        | 70                     | 2006–presente        | 100 milhões†‡      | 1,42                                    |
| Hajime no Ippo                                    | George Morikawa                              | Kodansha     | Shōnen        | 132                    | 1989–presente        | 100 milhões        | 0,75                                    |
| Boku no Hero Academia                             | Kōhei Horikoshi                              | Shueisha     | Shōnen        | 40                     | 2014– 2024           | 100 milhões        | 2,50                                    |
| Jujutsu Kaisen                                    | Gege Akutami                                 | Shueisha     | Shōnen        | 30                     | 2018– 2024           | 100 milhões        | 3,33                                    |

## Entre 50 e 99 milhões de cópias
| Série de mangá                | Autor(es)                           | Editora                                  | Público-alvo  | No. de volumes | Data de publicação   | Vendas aproximadas (em milhões)                                                               | Média de vendas por volume |
| ----------------------------- | ----------------------------------- | ---------------------------------------- | ------------- | -------------- | -------------------- | --------------------------------------------------------------------------------------------- | -------------------------- |
| Sazae-san                     | Machiko Hasegawa                    | Kodansha                                 | Josei         | 45             | 1946–1974            | 86 milhões                                                                                    | 1,91                       |
| Baki                          | Keisuke Itagaki                     | Akita Shoten                             | Shōnen        | 132            | 1991–presente        | 85 milhões                                                                                    | 0,59                       |
| Hunter x Hunter               | Yoshihiro Togashi                   | Shueisha                                 | Shōnen        | 37             | 1998–presente        | 84 milhões                                                                                    | 2,27                       |
| Vagabond                      | Takehiko Inoue                      | Kodansha                                 | Seinen        | 37             | 1998–2015 (em hiato) | 82 milhões                                                                                    | 2,21                       |
| Fullmetal Alchemist           | Hiromu Arakawa                      | Enix (2001–2003) Square Enix (2003–2010) | Shōnen        | 27             | 2001–2010            | 80 milhões                                                                                    | 2,96                       |
| Tokyo Revengers               | Ken Wakui                           | Kodansha                                 | Shōnen        | 31             | 2017–2022            | 80 milhões                                                                                    | 2,58                       |
| Sangokushi                    | Mitsuteru Yokoyama                  | Ushio Shuppansha                         | Shōnen        | 60             | 1971–1986            | 80 milhões                                                                                    | 1,33                       |
| Captain Tsubasa               | Yōichi Takahashi                    | Shueisha                                 | Shōnen        | 92             | 1981–presente        | 80 milhões†                                                                                   | 0,83                       |
| YuYu Hakusho                  | Yoshihiro Togashi                   | Shueisha                                 | Shōnen        | 19             | 1990–1994            | 78 milhões                                                                                    | 4,10                       |
| Kinnikuman                    | Yudetamago                          | Shueisha                                 | Shōnen/Seinen | 51             | 1979–presente        | 75 milhões†                                                                                   | 1,01                       |
| Gintama                       | Hideaki Sorachi                     | Shueisha                                 | Shōnen        | 77             | 2003–2019            | 73 milhões                                                                                    | 0,94                       |
| Rurouni Kenshin               | Nobuhiro Watsuki                    | Shueisha                                 | Shōnen        | 28             | 1994–1999            | 72 milhões†                                                                                   | 2,57                       |
| Fairy Tail                    | Hiro Mashima                        | Kodansha                                 | Shōnen        | 63             | 2006–2017            | 72 milhões                                                                                    | 1,14                       |
| Haikyuu                       | Haruichi Futuradate                 | Shueisha                                 | Shōnen        | 45             | 2012–2020            | 70 milhões                                                                                    | 1,37                       |
| Berserk                       | Kentaro Miura                       | Hakusensha                               | Seinen        | 42             | 1989–presente        | 70 milhões†‡                                                                                  | 1,66                       |
| Boys Over Flowers             | Yoko Kamio                          | Shueisha                                 | Shōjo         | 37             | 1992–2003            | 61 milhões†                                                                                   | 1,64                       |
| Major                         | Takuya Mitsuda                      | Shogakukan                               | Shōnen        | 78             | 1994–2010            | 60,5 milhões† Lista de vendas tankobon (2018): - Major – 54 milhões - Major 2nd – 6,5 milhões | 0,59                       |
| Shoot!                        | Tsukasa Ooshima                     | Kodansha                                 | Shōnen        | 33             | 1990–2003            | 60 milhões                                                                                    | 1,51                       |
| Rokudenashi Blues             | Masanori Morita                     | Shueisha                                 | Shōnen        | 42             | 1988–1997            | 60 milhões                                                                                    | 1,42                       |
| The Prince of Tennis          | Takeshi Konomi                      | Shueisha                                 | Shōnen        | 42             | 1999–2008            | 60 milhões†                                                                                   | 1,42                       |
| Cobra                         | Buichi Terasawa                     | Shueisha                                 | Shōnen        | 18             | 1978–1984            | 55 milhões                                                                                    | 2,77                       |
| Bad Boys                      | Hiroshi Tanaka                      | Shōnen Gahōsha                           | Shōnen        | 22             | 1988–1996            | 55 milhões†                                                                                   | 2,50                       |
| Saint Seiya                   | Masami Kurumada                     | Shueisha                                 | Shōnen        | 28             | 1986–1990            | 55 milhões                                                                                    | 1,96                       |
| H2                            | Mitsuru Adachi                      | Shogakukan                               | Shōnen        | 34             | 1992–1999            | 55 milhões                                                                                    | 1,62                       |
| Ranma ½                       | Rumiko Takahashi                    | Shogakukan                               | Shōnen        | 38             | 1987–1996            | 55 milhões†                                                                                   | 1,45                       |
| Nanatsu No Taizai             | Nakaba Suzuki                       | Kodansha                                 | Shōnen        | 41             | 2012–2020            | 55 milhões                                                                                    | 1,34                       |
| Initial D                     | Shuichi Shigeno                     | Kodansha                                 | Seinen        | 48             | 1995–2013            | 55 milhões                                                                                    | 1,15                       |
| Minami no Teiō                | Dai Tennōji e Rikiya Gō             | Nihon Bungeisha                          | Shōnen        | 130            | 1992–presente        | 53 milhões                                                                                    | 0,33                       |
| City Hunter                   | Tsukasa Hojo                        | Shueisha                                 | Shōnen        | 35             | 1985–1991            | 50 milhões                                                                                    | 1,42                       |
| Devilman                      | Go Nagai                            | Kodansha                                 | Shōnen        | 5              | 1972–1973            | 50 milhões                                                                                    | 10                         |
| Tsurikichi Sanpei             | Takao Yaguchi                       | Kodansha                                 | Shōnen        | 65             | 1973–1983            | 50 milhões                                                                                    | 0,76                       |
| Glass Mask                    | Suzue Miuchi                        | Hakusensha                               | Shōjo         | 49             | 1976–2012 (em hiato) | 50 milhões                                                                                    | 1,02                       |
| Great Teacher Onizuka         | Tooru Fujisawa                      | Kodansha                                 | Shōnen        | 25             | 1997–2002            | 50 milhões                                                                                    | 2,0                        |
| Inuyasha                      | Rumiko Takahashi                    | Shogakukan                               | Shōnen        | 56             | 1998–2008            | 50 milhões                                                                                    | 0,89                       |
| Nana                          | Ai Yazawa                           | Shueisha                                 | Shoujo        | 21             | 2000–2009 (em hiato) | 50 milhões                                                                                    | 2,38                       |
| Rookies                       | Masanori Morita                     | Shueisha                                 | Shōnen        | 24             | 1998–2003            | 50 milhões                                                                                    | 2,08                       |
| Dragon Quest: Dai no Daibōken | Riku Sanjo, Yuji Horii e Koji Inada | Shueisha                                 | Shōnen        | 37             | 1989–1996            | 50 milhões                                                                                    | 1,35                       |
| Yu-Gi-Oh!                     | Kazuki Takahashi                    | Shueisha                                 | Shōnen        | 38             | 1996–2004            | 50 milhões                                                                                    | 1,31                       |

## Entre 30 e 50 milhões de cópias
| Mangá série                         | Autor(es)                    | Editora               | Público-alvo  | No. de volumes | Data de publicação | Vendas aproximadas |
| ----------------------------------- | ---------------------------- | --------------------- | ------------- | -------------- | ------------------ | ------------------ |
| Dokaben                             | Shinji Mizushima             | Akita Shoten          | Shōnen        | 48             | 1972–1981          | 48 milhões†        |
| Crows                               | Hiroshi Takahashi            | Akita Shoten          | Shōnen        | 26             | 1990–1998          | 46 milhões         |
| Black Jack                          | Osamu Tezuka                 | Akita Shoten          | Shōnen        | 25             | 1973–1983          | 45,5 milhões+      |
| Ace of Diamond                      | Yuji Terajima                | Kodansha              | Shōnen        | 47             | 2006–2015          | 45 milhões         |
| Tokyo Ghoul                         | Sui Ishida                   | Shueisha              | Seinen        | 30             | 2011-2018          | 44 milhões         |
| Shizukanaru Don – Yakuza Side Story | Tatsuo Nitta                 | Jitsugyo no Nihon Sha | Seinen        | 108            | 1988–2013          | 44 milhões         |
| Kyō Kara Ore Wa!!                   | Hiroyuki Nishimori           | Shogakukan            | Shōnen        | 38             | 1988–1997          | 40 milhões         |
| Be-Bop High School                  | Kazuhiro Kiuchi              | Kodansha              | Seinen        | 48             | 1983–2003          | 40 milhões         |
| Kachō Kōsaku Shima                  | Kenshi Hirokane              | Kodansha              | Seinen        | 83             | 1983–presente      | 40 milhões         |
| Nodame Cantabile                    | Tomoko Ninomiya              | Kodansha              | Josei         | 23             | 2001–2009          | 37 milhões†        |
| Spy x Family                        | Tatsuya Endo                 | Shueisha              | Shōnen        | 15             | 2019—presente      | 38 milhões         |
| Kimi ni Todoke                      | Karuho Shiina                | Shueisha              | Shōjo         | 30             | 2005–2017          | 36 milhões         |
| Crest of the Royal Family           | Chieko Hosokawa              | Akita Shoten          | Shōjo         | 59             | 1976–presente      | 36 milhões         |
| Cooking Papa                        | Tochi Ueyama                 | Kodansha              | Seinen        | 132            | 1985–presente      | 36 milhões         |
| Dr. Slump                           | Akira Toriyama               | Shueisha              | Shōnen        | 18             | 1980–1984          | 35 milhões†        |
| Sailor Moon                         | Naoko Takeuchi               | Kodansha              | Shōjo         | 18             | 1991–1997          | 35 milhões         |
| 3×3 Eyes                            | Yuzo Takada                  | Kodansha              | Seinen        | 40             | 1987–2002          | 33 milhões†        |
| Chibi Maruko-chan                   | Momoko Sakura                | Shueisha              | Shōjo         | 16             | 1986–2009          | 32 milhões†        |
| Yakusoku no Neverland               | Kaiu Shirai                  | Shueisha              | Shōnen        | 20             | 2016-2020          | 32 milhões         |
| Death Note                          | Tsugumi Ohba e Takeshi Obata | Shueisha              | Shōnen        | 12             | 2003–2006          | 30 milhões†        |
| 20th Century Boys                   | Naoki Urasawa                | Shogukukan            | Seinen        | 23             | 1999–2003          | 30 milhões         |
| Gaki Deka                           | Tatsuhiko Yamagami           | Akita Shoten          | Shōnen        | 26             | 1974–1980          | 30 milhões         |
| Bastard‼                            | Kazushi Hagiwara             | Shueisha              | Shōnen/Seinen | 27             | 1988–presente      | 30 milhões†        |
| One Punch-Man                       | One e Yusuke Murata          | Shueisha              | Seinen        | 28             | 2012–presente      | 30 milhões†        |
| Kuroko's Basketball                 | Tadatoshi Fujimaki           | Shueisha              | Shōnen        | 30             | 2008–2014          | 30 milhões†        |
| Salaryman Kintarō                   | Hiroshi Motomiya             | Shueisha              | Seinen        | 30             | 1994–2002          | 30 milhões         |
| Shura no Mon                        | Masatoshi Kawahara           | Kodansha              | Shōnen        | 31             | 1987–1996          | 30 milhões†        |
| Urusei Yatsura                      | Rumiko Takahashi             | Shogakukan            | Shōnen        | 34             | 1978–1987          | 30 milhões†        |
| Chameleon                           | Atsushi Kase                 | Kodansha              | Shōnen        | 47             | 1990–1999          | 30 milhões         |
| Chainsaw Man                        | Tatsuki Fujimoto             | Shueisha              | Shōnen        | 17             | 2018–presente      | 30 milhões         |
| Ushio and Tora                      | Kazuhiro Fujita              | Shogakukan            | Shōnen        | 33             | 1990-1996          | 30 milhões         |
| Jarinko Chie                        | Etsumi Haruki                | Futabasha             | Seinen        | 67             | 1978–1997          | 30 milhões†        |

## Entre 20 e 30 milhões de cópias
| Mangá série                   | Autor(es)                                | Editora                                                 | Público-alvo | No. de volumes | Data de publicação | Vendas aproximadas |
| ----------------------------- | ---------------------------------------- | ------------------------------------------------------- | ------------ | -------------- | ------------------ | ------------------ |
| Hayate Densetsu Tokkō no Taku | Hiroto Saki and Jūzō Tokoro              | Kodansha                                                | Shōnen       | 27             | 1991–1997          | 29 milhões†        |
| Tokimeki Tonight              | Koi Ikeno                                | Shueisha                                                | Shōjo        | 30             | 1982–1994          | 28 milhões†        |
| Yūkan Club                    | Yukari Ichijo                            | Shueisha                                                | Shōjo        | 19             | 1982–2002          | 27 milhões         |
| Itazura na Kiss               | Kaoru Tada                               | Shueisha                                                | Shōjo        | 23             | 1990–1999          | 27 milhões†        |
| Reborn!                       | Akira Amano                              | Shueisha                                                | Shōnen       | 42             | 2004–2012          | 26.5 milhões       |
| Asari-chan                    | Mayumi Muroyama                          | Shogakukan                                              | Shōjo        | 100            | 1978–2014          | 26.5 milhões†      |
| Shaman King                   | Hiroyuki Takei                           | Shueisha                                                | Shōnen       | 32             | 1998–2004          | 26 milhões         |
| Sakigake!! Otokojuku          | Akira Miyashita                          | Shueisha                                                | Shōnen       | 34             | 1985–1991          | 26 milhões†        |
| Baribari Legend               | Shuichi Shigeno                          | Kodansha                                                | Shōnen       | 38             | 1983–1991          | 26 milhões†        |
| Rave Master                   | Hiro Mashima                             | Kodansha                                                | Shōnen       | 35             | 1999-2005          | 25 milhões         |
| Angel Heart                   | Tsukasa Hojo                             | Shinchosha (first series) Tokuma Shoten (second series) | Seinen       | 45             | 2001–presente      | 25 milhões†        |
| Boys Be...                    | Masahiro Itabashi and Hiroyuki Tamakoshi | Kodansha                                                | Shōnen       | 32             | 1991–1997          | 25 milhões†        |
| Hikaru no Go                  | Yumi Hotta and Takeshi Obata             | Shueisha                                                | Shōnen       | 23             | 1998–2003          | 25 milhões         |
| Maison Ikkoku                 | Rumiko Takahashi                         | Shogakukan                                              | Seinen       | 15             | 1980–1987          | 25 milhões         |
| Miyuki                        | Mitsuru Adachi                           | Shogakukan                                              | Shōnen       | 12             | 1980–1984          | 25 milhões         |
| Seito Shokun!                 | Yoko Shoji                               | Kodansha                                                | Shōjo        | 65             | 1977–presente      | 25 milhões         |
| Tsuribaka Nisshi              | Jūzō Yamasaki and Kenichi Kitami         | Shogakukan                                              | Seinen       | 91             | 1979–presente      | 25 milhões         |
| Futari Ecchi                  | Katsu Aki                                | Hakusensha                                              | Seinen       | 64             | 1997–presente      | 24 milhões         |
| Sōsō no Frieren               | Kanehito Yamada                          | Shogakukan                                              | Shōnen       | 14             | 2020–presente      | 24 mihões          |
| Neon Genesis Evangelion       | Yoshiyuki Sadamoto                       | Kadokawa Shoten                                         | Shōnen       | 14             | 1994–2013          | 23 milhões         |
| Zatch Bell!                   | Makoto Raiku                             | Shogakukan                                              | Shōnen       | 33             | 2001–2007          | 22 milhões         |
| Patalliro!                    | Mineo Maya                               | Hakusensha                                              | Shōjo        | 94             | 1979–presente      | 22 milhões†        |
| Abu-san                       | Shinji Mizushima                         | Shogakukan                                              | Seinen       | 107            | 1973–2014          | 22 milhões         |
| Dōbutsu no Oisha-san          | Noriko Sasaki                            | Hakusensha                                              | Shōnen       | 12             | 1987–1993          | 21.6 milhões†      |
| Eyeshield 21                  | Riichiro Inagaki and Yusuke Murata       | Shueisha                                                | Shōnen       | 37             | 2002–2009          | 21.6 milhões†      |
| Versailles no Bara            | Riyoko Ikeda                             | Shueisha                                                | Shōjo        | 10             | 1972–1973          | 20 milhões         |
| Monster                       | Naoki Urasawa                            | Shogakukan                                              | Seinen       | 18             | 1994–2001          | 20 milhões         |
| Kimagure Orange Road          | Izumi Matsumoto                          | Shueisha                                                | Shōnen       | 18             | 1984–1987          | 20 milhões†        |
| Ashita no Joe                 | Ikki Kajiwara and Tetsuya Chiba          | Kodansha                                                | Shōnen       | 20             | 1968–1973          | 20 milhões         |
| Assassination Classroom       | Yūsei Matsui                             | Shueisha                                                | Shōnen       | 21             | 2012–2016          | 20 milhões†        |
| Sukeban Deka                  | Shinji Wada                              | Hakusensha                                              | Shōjo        | 22             | 1976–1982          | 20 milhões         |
| Black Butler                  | Yana Toboso                              | Square Enix                                             | Shōnen       | 23             | 2006–presente      | 20 milhões         |
| D.Gray-man                    | Katsura Hoshino                          | Shueisha                                                | Shōnen       | 25             | 2004–presente      | 20 milhões†        |
| Tsubasa: Reservoir Chronicle  | Clamp                                    | Kodansha                                                | Shōnen       | 28             | 2003–2009          | 20 milhões         |
| Tokyo Daigaku Monogatari      | Tatsuya Egawa                            | Shogakukan                                              | Seinen       | 34             | 1992–2001          | 20 milhões         |
| Gantz                         | Hiroya Oku                               | Shueisha                                                | Seinen       | 37             | 2000–2013          | 20 milhões         |
| Negima! Magister Negi Magi    | Ken Akamatsu                             | Kodansha                                                | Shōnen       | 38             | 2003–2012          | 20 milhões         |
| Toriko                        | Mitsutoshi Shimabukuro                   | Shueisha                                                | Shōnen       | 43             | 2008–2016          | 20 milhões†        |
| Oh My Goddess!                | Kōsuke Fujishima                         | Kodansha                                                | Seinen       | 48             | 1988–2014          | 20 milhões         |
| Kaiji                         | Nobuyuki Fukumoto                        | Kodansha                                                | Seinen       | 49             | 1996–2009          | 20 milhões         |
| Ginga Legend Weed             | Yoshihiro Takahashi                      | Nihon Bungeisha                                         | Seinen       | 90             | 1999–presente      | 20 milhões         |